# ICarly (televíziós sorozat, 2021)
Az iCarly (eredeti cím: iCarly) 2021-ben bemutatott amerikai vígjáték sorozat, amelyet Ali Schouten alkotott. A 2007 és 2012 között futott azonos című sorozat folytatása.
A sorozat producerei Jerry Trainor és Alissa Vradenburg. A főszerepben Miranda Cosgrove, Nathan Kress, Jerry Trainor, Laci Mosley, Jaidyn Triplett és Mary Scheer láthatók. A sorozat az Awesomeness és a Nickelodeon Productions gyártásában készült, forgalmazója a Paramount+.
Amerikában 2021. június 17-től látható a Paramount+-on.
2021 júliusában a sorozatot be rendelték egy 2. évadra, amelynek premierje Amerikában 2022. április 8-án volt.
2023 októberében a Paramount+ elkaszálta a sorozatot.

## Szereplők
| Színész          | Szereplő        | Magyar hangja |
| Főszereplők      | Főszereplők     | Főszereplők   |
| ---------------- | --------------- | ------------- |
| Miranda Cosgrove | Carly Shay      |               |
| Jerry Trainor    | Spencer Shay    |               |
| Nathan Kress     | Freddie Benson  |               |
| Laci Mosley      | Harper          |               |
| Jaidyn Triplett  | Millicent       |               |
| Mary Scheer      | Marrisa Benson  |               |
| Mellékszereplők  |                 |               |
| Danielle Morrow  | Nora Dershlit   |               |
| Reed Alexander   | Nevel Papperman |               |

## Évados áttekintés
| Évad | Évad | Epizódok | Eredeti sugárzás | Eredeti sugárzás    | Magyar sugárzás a -on | Magyar sugárzás a -on |
| Évad | Évad | Epizódok | Évadpremier      | Évadfinálé          | Évadpremier           | Évadfinálé            |
| ---- | ---- | -------- | ---------------- | ------------------- | --------------------- | --------------------- |
|      | 1    | 13       | 2021. június 17. | 2021. augusztus 26. | 2023. február 14.     | 2023. február 14.     |
|      | 2    | 10       | 2022. április 8. | 2022. június 3.     | 2023. február 14.     | 2023. február 14.     |
|      | 3    | 10       | 2023. június 1.  | 2023. július 27.    | 2023. augusztus 25.   | 2023. augusztus 25.   |

## Évadok

### 1. évad (2021)
| Sor. | Év. | Cím                                                        | Rendező              | Író                                       | Premier                               |
| ---- | --- | ---------------------------------------------------------- | -------------------- | ----------------------------------------- | ------------------------------------- |
| 1.   | 1.  | Újrakezdés (iStart Over)                                   | Phill Lewis          | Ali Schouten és Jay Kogen                 | 2021. június 17. 2023. február 14.    |
| 2.   | 2.  | Utálom Carlyt (iHate Carly)                                | Jean Sagal           | Steve Armogida és Jim Armogida            | 2021. június 17. 2023. február 14.    |
| 3.   | 3.  | Kamubocsánat (iFauxpologize)                               | Jean Sagal           | Nasser Samara                             | 2021. június 17. 2023. február 14.    |
| 4.   | 4.  | Fedezlek (iGot Your Back)                                  | Phill Lewis          | Danny Fernandez                           | 2021. június 24. 2023. február 14.    |
| 5.   | 5.  | Robotesküvő (iRobot Wedding)                               | Anthony Rich         | Kate Stayman-London                       | 2021. július 1. 2023. február 14.     |
| 6.   | 6.  | Elátkozva (iM Cursed)                                      | Anthony Rich         | Clay Lapari                               | 2021. július 8. 2023. február 14.     |
| 7.   | 7.  | Hely kell (iNeed Space)                                    | Anthony Rich         | Franchesca Ramsey                         | 2021. július 15. 2023. február 14.    |
| 8.   | 8.  | Szeretem Gwent (iLove Gwen)                                | Morenike Joela Evans | Korama Danquah                            | 2021. július 22. 2023. február 14.    |
| 9.   | 9.  | MLM (iMLM)                                                 | Anthony Rich         | Esther Povitsky                           | 2021. július 29. 2023. február 14.    |
| 10.  | 10. | Csajos túra (iTake a Girls' Trip)                          | Morenike Joela Evans | Sarah Jane Cunningham és Suzie V. Freeman | 2021. augusztus 5. 2023. február 14.  |
| 11.  | 11. | Majd én megjavítom (iCan Fix It Myself)                    | Nathan Kress         | Jordan Mitchell                           | 2021. augusztus 12. 2023. február 14. |
| 12.  | 12. | Egy hibátlan vacsoraparti (iThrow a Flawless Dinner Party) | Phill Lewis          | Jacques Mouledoux                         | 2021. augusztus 19. 2023. február 14. |
| 13.  | 13. | Vissza a Webiconra (iReturn to Webicon)                    | Phill Lewis          | Ali Schouten                              | 2021. augusztus 26. 2023. február 14. |

### 2. évad (2022)
| Sor. | Év. | Cím                                                                  | Rendező              | Író                 | Premier                             |
| ---- | --- | -------------------------------------------------------------------- | -------------------- | ------------------- | ----------------------------------- |
| 14.  | 1.  | Azt hiszem, most mindenki utál (iGuess Everyone Just Hates Me Now)   | Phill Lewis          | Ali Schouten        | 2022. április 8. 2023. február 14.  |
| 15.  | 2.  | Szegény Lewbert! (iObject, Lewbert!)                                 | Phill Lewis          | Danny Fernandez     | 2022. április 8. 2023. február 14.  |
| 16.  | 3.  | Vad és őrült vagyok (i'M Wild and Crazy)                             | Melissa Joan Hart    | Jonathan Fener      | 2022. április 15. 2023. február 14. |
| 17.  | 4.  | Új asszisztens kerestetik (iHire a New Assistant)                    | Phill Lewis          | Heather Flanders    | 2022. április 22. 2023. február 14. |
| 18.  | 5.  | Ámor célba talál (iCupid)                                            | Anthony Rich         | Eliot Glazer        | 2022. április 29. 2023. február 14. |
| 19.  | 6.  | Csapatépítés (iBuild a Team)                                         | Nathan Kress         | Michael Hobert      | 2022. május 6. 2023. február 14.    |
| 20.  | 7.  | Belerángattam (iDragged Him)                                         | Melissa Joan Hart    | Kate Stayman-London | 2022. május 13. 2023. február 14.   |
| 21.  | 8.  | Én vagyok az USA Bae (i'M a USA Bae)                                 | Morenike Joela Evans | Clay Lapari         | 2022. május 20. 2023. február 14.   |
| 22.  | 9.  | Megütök valakit (iHit Something)                                     | Nathan Kress         | Korama Danquah      | 2022. május 27. 2023. február 14.   |
| 23.  | 10. | Buli gyilkossági rejtéllyel (iThrow A Flawless Murder Mystery Party) | Morenike Joela Evans | Jacques Mouledoux   | 2022. június 3. 2023. február 14.   |

### 3. évad (2023)
| Sor. | Év. | Cím                                                         | Rendező              | Író                                  | Premier                              |
| ---- | --- | ----------------------------------------------------------- | -------------------- | ------------------------------------ | ------------------------------------ |
| 24.  | 1.  | iBicsaklottam (iBuckled)                                    | Phill Lewis          | Ali Schouten-Seeks                   | 2023. június 1. 2023. augusztus 25.  |
| 25.  | 2.  | iMádom a cipődet (iLove Your Shoes)                         | Phill Lewis          | Erica Montolfo-Bura                  | 2023. június 1. 2023. augusztus 25.  |
| 26.  | 3.  | iMádott új emlékek (iMake New Memories)                     | Anthony Rich         | Kate Stayman-London                  | 2023. június 8. 2023. augusztus 25.  |
| 27.  | 4.  | iGo Public                                                  | Morenike Joela Evans | Dave Malkoff                         | 2023. június 15. 2023. augusztus 25. |
| 28.  | 5.  | iGazi hazugság (iFaked It)                                  | Nathan Kress         | Julia Ahumada Grob                   | 2023. június 22. 2023. augusztus 25. |
| 29.  | 6.  | iDőutazás az osztálytalálkozón (iReunited and It Felt Okay) | Phill Lewis          | Eliot Glazer                         | 2023. június 29. 2023. augusztus 25. |
| 30.  | 7.  | iGyekszünk Toledóba (iGo to Toledo)                         | Nathan Kress         | Nasser Samara                        | 2023. július 6. 2023. augusztus 25.  |
| 31.  | 8.  | iDegtépő macskatasztrófa (iCause a Cat-astrophe)            | Jerry Trainor        | Harry Hannigan                       | 2023. július 13. 2023. augusztus 25. |
| 32.  | 9.  | iLyen az új ökoszisztémám (iCreate a New Ecosystem)         | Phill Lewis          | Aydrea Walden                        | 2023. július 20. 2023. augusztus 25. |
| 33.  | 10. | iGent mondasz? (iHave A Proposal)                           | Phill Lewis          | Melanie Kirschbaum & Alexandra Decas | 2023. július 27. 2023. augusztus 25. |